# Bob Marley & The Wailers
Bob Marley & The Wailers (w latach 1963–1973 The Wailers) – jamajska grupa muzyczna wykonująca muzykę reggae, a w początkowym okresie działalności ska i rocksteady; założona na początku 1963 roku w Kingston przez Boba Marleya, Bunny’ego Livingstona, Petera Tosha, Juniora Braithwaite’a, Beverley Kelso oraz Cherry Green.
Twórczość formacji powszechnie uważana jest za klasykę muzyki roots reggae. Skład zespołu ulegał na przestrzeni lat wielokrotnym zmianom, jednak jego niekwestionowanym liderem niemal nieprzerwanie pozostawał Marley; z tego powodu wszystkie najpopularniejsze utwory Wailersów, niejednokrotnie notowane w czołówkach brytyjskich i amerykańskich list przebojów, kojarzone są zazwyczaj wyłącznie z jego nazwiskiem. Po śmierci Marleya w roku 1981, część instrumentalistów postanowiła kontynuować tradycje zespołu i do dziś nagrywa i koncertuje jako The Wailers Band.

## Historia

### The Wailers (1963–1973)

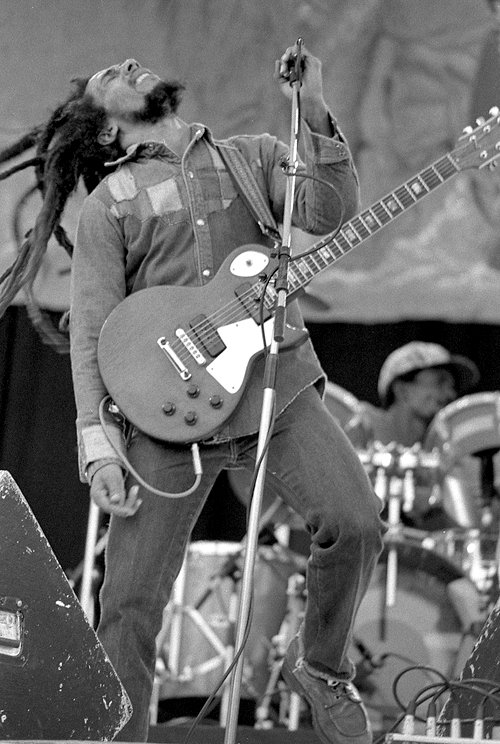
Bob Marley (zdjęcie z roku 1980)

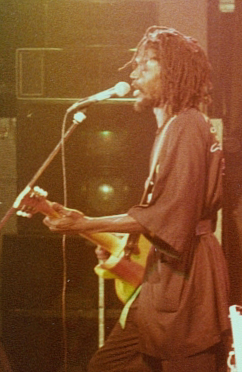
Peter Tosh (zdjęcie z roku 1978)

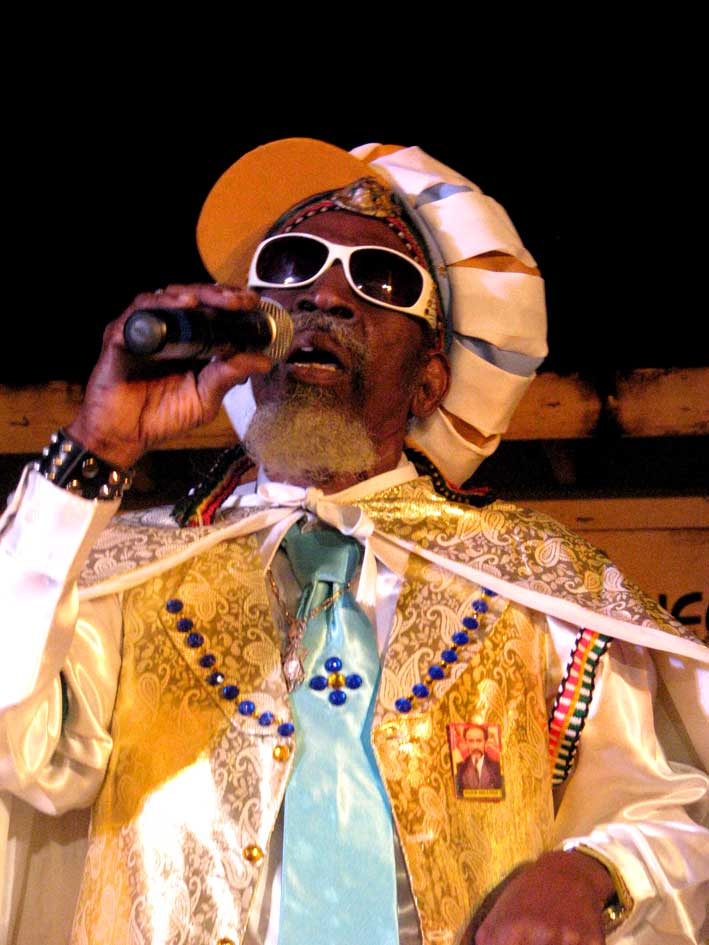
Bunny Wailer (zdjęcie z roku 2009)

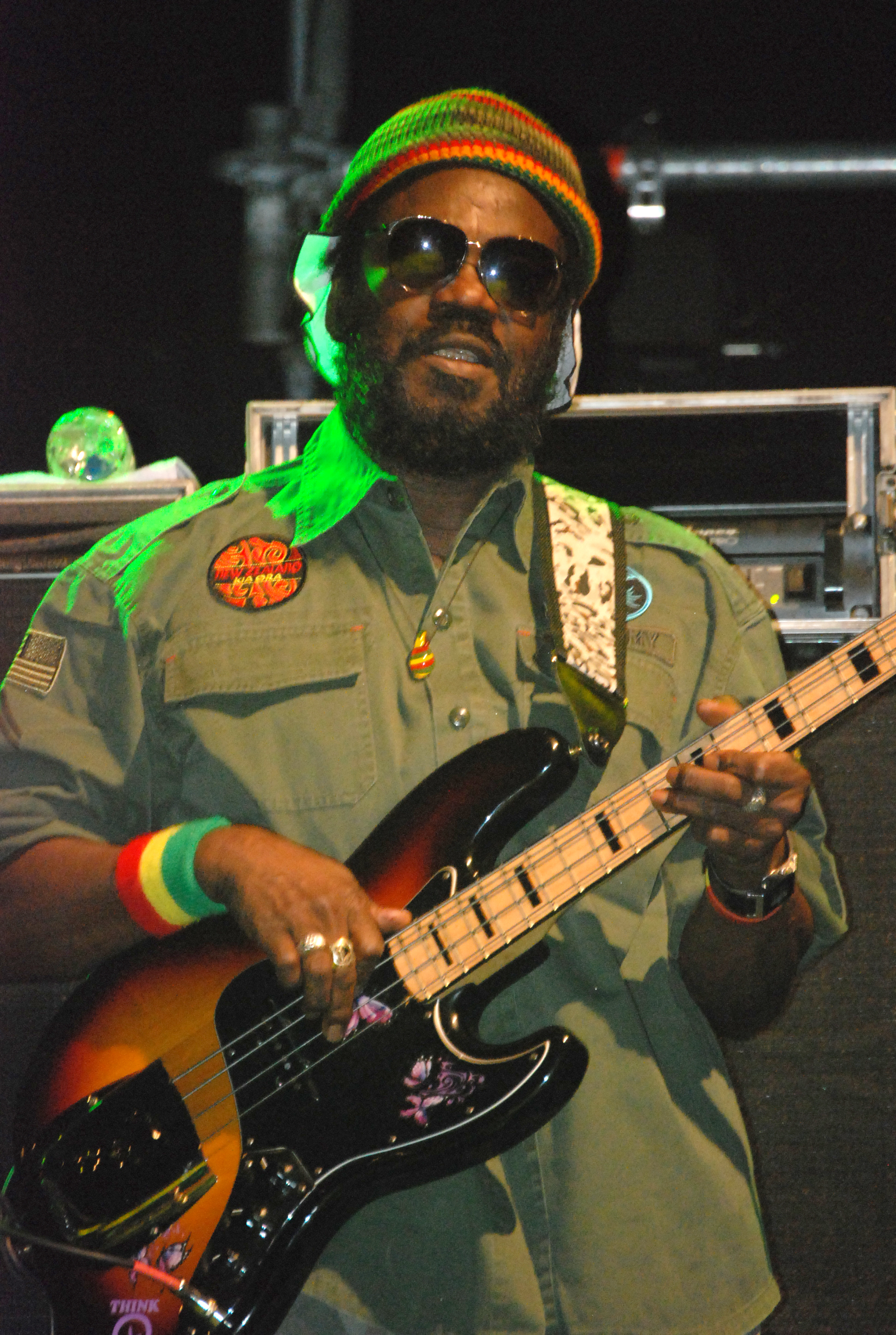
Aston „Family Man” Barrett (zdjęcie z roku 2010)

Początki formacji sięgają roku 1962, kiedy to Marley, Tosh i Livingston (przyjaciele z Trenchtown, największych slumsów stolicy Jamajki) spotykali się na organizowanych przez Joego Higgsa darmowych warsztatach muzycznych dla początkujących wokalistów. Cała trójka szybko zyskała uznanie w oczach Higgsa, który postanowił roztoczyć poważną opiekę nad ich dalszą karierą. Wkrótce Marley, który jako jedyny spośród nich posiadał jakiekolwiek doświadczenie w nagrywaniu piosenek (producent Leslie Kong wydał parę miesięcy wcześniej kilka jego singli, jednak przeszły one bez echa) zaprosił do grupy jeszcze jednego chłopaka z sąsiedztwa, Juniora Braithwaite’a, by śpiewał razem z nim główne partie, oraz dwie znajome dziewczyny, Beverley Kelso i Cherry Green, których zadanie miało polegać na udzielaniu się w chórkach; Marley chciał w ten sposób nadać formacji brzmienie w klimacie nowoorleańskiego rhythm and bluesa. Opracowując własny zestaw piosenek dla Higgsa, młodzi muzycy ćwiczyli przez kilka tygodni na podwórzu kamienicy przy Second Street, gdzie mieszkali Marley i Livingston. Często spotykali się również na wspólnych próbach w nawie pobliskiego kościoła baptystycznego Ebenezer Church; jedyny akompaniament stanowiła dla nich wypożyczona od pastora stara gitara akustyczna, na której przygrywał Tosh. W ten sposób do końca 1963 roku cała szóstka nastolatków stworzyła zgrany zespół, początkowo nazwany The Teenagers, później The Wailing Rudeboys, The Wailing Wailers i ostatecznie – The Wailers.

W młodości zaczęliśmy tak samo jak ludzie z Biblii, od wielkiego exodusu, od ucieczki... Nazwaliśmy się The Wailers (lamentujący, zawodzący), bo zrodziła nas rozpacz.

Tymczasem wkrótce po uzyskaniu przez Jamajkę niepodległości w sierpniu 1962 roku, jeden z najważniejszych producentów muzycznych na wyspie, Clement „Sir Coxsone” Dodd, otworzył swoje własne studio nagraniowe, znane odtąd jako Studio One. Dzięki bliskiej znajomości Marleya z grającym dla Sir Coxsone’a perkusistą Alvinem „Seeco” Pattersonem, Wailersom udało się umówić na przesłuchanie u Dodda. Odbyło się ono w grudniu 1963 roku, tuż przed świętami Bożego Narodzenia, w świeżo wykończonym pomieszczeniu studyjnym przy Brentford Road 13. Grupa zaprezentowała Sir Coxsone’owi swój dotychczasowy repertuar, z którego najbardziej przypadł producentowi do gustu utwór „Simmer Down”, będący przestrogą dla młodocianych chuliganów z getta (tzw. rudeboys). Dodd podpisał z zespołem kontrakt, dający mu wyłączne prawa do wydawanie ich płyt i działań w roli menedżera; w zamian młodzi wokaliści mieli otrzymywać 20 funtów za nagranie każdej jednej strony singla. Nazajutrz została zorganizowana pierwsza sesja nagraniowa, w czasie której zarejestrowane zostały, oprócz wspomnianej „Simmer Down”, również dwie inne piosenki ska: „I Am Going Home” oraz „Do You Remember”. Podczas nagrań Wailersom akompaniowali najlepsi muzycy sesyjni pracujący wówczas dla Studia One, w większości przyszli założyciele najsłynniejszej supergrupy ska wszech czasów, The Skatalites.
Na debiutancki singel grupy Sir Coxsone wybrał „Simmer Down”, wydając go pod koniec 1963 roku w nakładzie 300 sztuk. Utwór szybko zrobił furorę na potańcówkach sound systemów, zaś na przełomie stycznia i lutego 1964 roku znalazł się na szczycie jamajskiej listy przebojów radia JBC. Szybki i niespodziewany sukces zaowocował kolejnymi sesjami w Studio One i następnymi singlami dla Sir Coxsone’a, który przyznał młodym wokalistom dodatkową, oprócz tantiem, tygodniową pensję w wysokości 3 funtów na osobę. Wkrótce załatwił także grupie występ na prestiżowym konkursie talentów w teatrze Majestic, gdzie zajęła drugie miejsce tylko minimalnie przegrywając z zespołem The Uniques. Natomiast pod koniec 1965 roku Dodd nakładem swojego labelu Studio One wydał debiutancką płytę długogrającą zespołu pt. The Wailing Wailers (co charakterystyczne dla ówczesnego jamajskiego rynku muzycznego, krążek zawierał jedynie kompilację najlepszych wydanych wcześniej singli).
Jesienią 1964 roku grupę opuścił 15-letni wówczas Braithwaite, który wyemigrował z Jamajki aby dołączyć do mieszkających w Chicago rodziców. Na krótko przed odlotem, zdążył po raz pierwszy i jedyny zaśpiewać jako główny wokalista formacji w zarejestrowanym w Studio One utworze pt. „It Hurts To Be Alone”. Od czasu wyjazdu Braithwaite’a umocniła się pozycja Marleya jako niekwestiowanego lidera The Wailers; wpływ na to miała także jego wyjątkowa charyzma oraz szczególne względy, jakimi darzył go Sir Coxsone po sukcesie „Simmer Down”. Mimo to, w lutym 1966 roku Marley również wyleciał do Stanów Zjednoczonych, gdzie oczekiwała go matka, pragnąca by się tam ustatkował. Sam wokalista miał zaś nadzieję zarobić w Ameryce wystarczającą sumę pieniędzy do otwarcia w Kingston własnej wytwórni muzycznej i uniezależnienia się od Sir Coxsone’a, który narzucał Wailersom swoją wizję twórczości artystycznej, ukierunkowaną na jak największy przychód ze sprzedaży singli.
Podczas gdy Marley imał się różnych prac dorywczych w USA, grupa kontynuowała nagrania dla Dodda, szybko adaptując się do wymuszonych zmian w składzie; rola głównego wokalisty przypadła Bunny’emu, drugi wokal objął Tosh, natomiast w chórkach udzielała się żona Boba, Rita, i jej kuzyn Constantine „Dream” Walker (zarówno Beverley Kelso, jak i Cherry Green odeszły w międzyczasie z różnych powodów). W takim zestawieniu Wailersi nagrali szereg nowych piosenek ska (m.in. „Can’t You See” „Dancing Shoes”, „Dream Land”, „Hoot Nanny Hoot”, „Let Him Go”, „Rolling Stone”, „Sinner Man”, „What Am I Supposed To Do”, „When the Well Runs Dry” oraz „Who Feels It Knows It”, najbardziej znany utwór z tego okresu). Występowali również w jednym z miejskich teatrów jako support przed koncertami amerykańskich gwiazd R&B: śpiewaczki Betty Everett i samego Bena E. Kinga, współzałożyciela legendarnej grupy The Drifters.
W październiku 1966 roku na Jamajkę niespodziewanie powrócił Marley, przerażony otrzymaniem wezwania na amerykańską wojskową komisję poborową i prawdopodobnym w konsekwencji wysłaniem na wojnę w Wietnamie. Przywiózł ze sobą dzienniczek pełen nowych kompozycji, pisanych w chwilach wolnych od pracy, dodając w ten sposób niezbędnego zespołowi powiewu świeżości. Materiał ten został zaaranżowany przez Sir Coxsone’a w nowo powstałym, wolniejszym rytmie rocksteady, stopniowo zastępującym ska na miejscu najpopularniejszego na wyspie stylu muzycznego. Single te odniosły przeciętny sukces, tracąc na popularności z powodu braku promocji ze strony Dodda, który wolał skupić swoje zabiegi marketingowe na formacjach The Gaylads i The Heptones, jak również na wschodzącej nowej gwieździe rocksteady, Altonie Ellisie.
Widząc w słabnącym zainteresowaniu Sir Coxsone’a szansę na rozwój artystyczny, Marley nawiązał współpracę z innym znanym producentem, Clancym Ecclesem, operującym w Dynamic Sounds Studio. Postanowił również sam zająć się dystrybucją nagrań, raz otwierając własny kiosk płytowy, innym razem osobiście rozwożąc winyle po sklepach na rowerze. Żadna z tych inicjatyw nie przyniosła jednak zamierzonych efektów, wobec czego zniechęcony Marley coraz więcej czasu spędzał z żoną i adoptowaną córeczką na odziedziczonej po zmarłym dziadku farmie w rodzinnej wsi Nine Mile. Z kolei Tosh i Livingston, będąc w finansowych tarapatach i potrzebując dostępu do studia nagraniowego, jeszcze przez jakiś czas podtrzymywali chłodne relacje z Doddem. Ostatecznie, współpraca została zerwana po awanturze w siedzibie Studia One, zakończonej interwencją policji (poszło o to, że producent zażyczył sobie od Tosha, by ten zagrał partię na pianinie zamiast nieobecnego muzyka sesyjnego, co wokalista uznał za zniewagę). Na domiar złego, niedługo potem Livingston został aresztowany pod zarzutem posiadania marihuany i spędził 14 miesięcy w więzieniu.
Zrujnowana reputacja Wailersów sprawiła, że jedynym producentem, jaki chciał podjąć się wydania nowego materiału zespołu, okazał się być Leslie Kong, który niegdyś oszukał początkującego Marleya, odmawiając mu zapłaty za kilka nagrań. W latach 1969–1970 Kong zarejestrował pod szyldem swojego labelu Beverley’s serię nowych singli zespołu z pogranicza rocksteady i wczesnego reggae. Krążki te nie przyjęły się jednak na sound systemach, wobec czego Kong wytłoczył większy nakład tylko kilku z nich (m.in. „Can’t You See”, „Caution”, „Do It Twice”, „Soon Come”, „Soul Shakedown Party”) uzyskując niewielki dochód i kończąc na tym krótki epizod współpracy z grupą. Niektóre z tych utworów ukazały się także na rynku brytyjskim, za pośrednictwem wytwórni Trojan i Summit. Jak się okazało, opuszczenie wydawniczego imperium Sir Coxsone’a pozostawiło Wailersów na marginesie rynku muzycznego.
Mniej więcej w tym samym czasie Studio One opuścił także pracujący dla Dodda producent i kierownik Coxsonowskiego sound systemu Downbeat, Lee „Scratch” Perry, cieszący się złą sławą nieprzewidywalnego człowieka bez zahamowań i awanturnika (odchodząc, wydał dwa mściwe single pod adresem byłego pracodawcy; oba stały się bestsellerami). Perry założył własny zespół studyjny pod nazwą The Upsetters, w składzie: Alva „Reggie” Lewis, Glen „Capo” Adams oraz bracia Aston „Family Man” Barrett i Carlton „Carly” Barrett. W roku 1969 zostali oni pierwszą jamajską grupą instrumentalną, jaka odbyła trasę koncertową po Wielkiej Brytanii. Po powrocie z tournée, niezadowoleni ze stawek płaconych im przez Perry’ego instrumentaliści spotkali się z Wailersami, którzy zaprosili ich na wspólną sesję nagraniową do piosenki Marleya pt. „My Cup”. Obie grupy, połączone wspólną niechęcią do panujących na rynku muzycznym układów, szybko nawiązały współpracę i za namową Marleya Upsettersi opuścili Perry’ego i dołączyli do The Wailers. Rozwścieczony z tego powodu producent groził Marleyowi śmiercią, lecz gdy wreszcie doszło do ich spotkania twarzą w twarz, nie zakończyło się ono rozlewem krwi, tylko nagraniem hitowego utworu „Small Axe”. W ten sposób Wailersi, uzupełnieni o czwórkę instrumentalistów, przeszli pod egidę wytwórni Perry’ego, Upsetter Records.
Kierując dalszą karierą The Wailers, Perry ukierunkował brzmienie zespołu w stronę reggae, stawiając na ostre brzmienie gitary rytmicznej, perkusyjny one-drop style i dominujący bas, całkowicie natomiast rezygnując z sekcji dętej. Na początku lat siedemdziesiątych zarejestrował w wynajmowanym od Vincenta „Randy’ego” China Studio 17 kilkanaście całkowicie nowych utworów formacji. Większość z nich osiągnęła błyskawiczny sukces jako single, wobec czego Perry wydał je w formie dwóch albumów: Soul Rebels (1970) oraz Soul Revolution (1971); drugi z tych krążków Perry osobiście zaaranżował również w wersji dubowej, która ukazała się pod tytułem Soul Revolution Part II. Niespodziewane znalezienie się Wailersów na topie wykorzystał także Kong, kompilując nagrane dla niego parę lat wcześniej single rocksteady i wydając je na nowo w postaci albumu The Best of the Wailers (1971).
Jako lider zespołu, Marley zyskał status gwiazdy na Jamajce, pozostawał jednak zupełnie nieznany na amerykańskim i brytyjskim rynku muzycznym. Dzięki znajomości z amerykańskim wokalistą Johnnym Nashem podpisał kontrakt z wytwórnią JAD Records i pod koniec 1970 udał się do Szwecji, by wziąć udział w pracach nad ścieżką dźwiękową do filmowego melodramatu pt. Want So Much To Believe z Nashem w roli głównej. Kilka miesięcy później przeniósł się do Londynu, gdzie miał nagrać część materiału na nowy album Nasha. Menedżer wytwórni, Danny Sims, postanowił wykorzystać okazję i ściągnął do Anglii także pozostałych Wailersów, obiecując im zorganizowanie dużej trasy koncertowej po kraju. W rzeczywistości, tournée okazało się być serią występów w londyńskich klubach i kilku szkołach na prowincji, zaś muzycy trafili do studia by wspomóc nagrywanie płyty Nasha.
Album ten, zatytułowany I Can See Clearly Now, ujrzał światło dzienne w lipcu 1972 roku i zebrał znakomite recenzje, zwłaszcza w Stanach Zjednoczonych. Tymczasem niepewni dalszej przyszłości Wailersi pomieszkiwali w tanich londyńskich hotelach, a potem w wynajmowanym domu bez ciepłej wody w dzielnicy Bayswater; na domiar złego, któregoś dnia okazało się, że Nash i Sims potajemnie wyjechali na Florydę, by tam pracować nad nowym projektem. Pozostawieni sami sobie w obcym kraju i pozbawieni nawet środków na bilet powrotny na Jamajkę muzycy zwrócili się do niezależnego promotora Brenta Clarka, aby ten spróbował uratować choć trochę z obiecywanego im wielkiego europejskiego tournée. Clark zwrócił się o pomoc w tej sprawie do Chrisa Blackwella, właściciela prężnie rozwijającej się wytwórni Island Records, który swego czasu jako pierwszy wydał kilka singli Marleya i The Wailers na rynku brytyjskim. Blackwell pożyczył muzykom 8 tysięcy funtów w formie zaliczki na poczet nagrania dla jego wytwórni nowej płyty.
Dzięki uzyskanym w ten sposób pieniądzom Wailersi powrócili do Kingston, gdzie natychmiast wynajęli czas studyjny w Dynamic Sounds Studio i pod kierunkiem Marleya zabrali się do pracy nad materiałem na płytę dla Island. Krążek, zatytułowany Catch a Fire, ukazał się w kwietniu 1973 roku, zbierając wiele przychylnych recenzji. Był to jednocześnie pierwszy w historii album reggae zawierający wyłącznie premierowe nagrania studyjne, nie zaś jedynie kompilację wydanych uprzednio singli. Jako wsparcie promocyjne dla krążka zorganizowana została trasa koncertowa po Wielkiej Brytanii i USA, Catch a Fire Tour (tłumacząc to panującym w Ameryce Północnej przenikliwym zimnem, udziału w drugiej części trasy odmówił Livingston, którego zastąpił ściągnięty awaryjnie z Kingston Joe Higgs). Ponadto, w październiku Wailersi mieli towarzyszyć popularnej amerykańskiej grupie rockowej Sly and the Family Stone jako support przed pięcioma koncertami; szybko jednak zrezygnowano z ich usług po tym, jak na pierwszym koncercie w Las Vegas całkowicie przyćmili swoim występem główną gwiazdę wieczoru.
Zarobione dzięki współpracy z Blackwellem pieniądze pozwoliły Marleyowi na otwarcie przy King Street 127 w Kingston własnej wytwórni muzycznej, nazwanej od jego pseudonimu Tuff Gong; od tej pory wydawał jej nakładem produkcje Wailersów na Jamajce. Październik 1973 roku przyniósł wydanie kolejnego longplaya, nagranej w Harry J Studio płyty Burnin', na której znalazły się m.in. takie przeboje jak „Burnin' and Lootin'”, „Get Up, Stand Up” czy też „I Shot the Sheriff”. Na promującą krążek trasę koncertową Burnin' Tour grupa ponownie wyruszyła w składzie Marley-Tosh-Higgs; kolejna ze strony Livingstona odmowa uczestniczenia w tournée stała się zarzewiem otwartego konfliktu pomiędzy nim a Blackwellem. Jednocześnie producent popadł w zatarg z Toshem, wywołany brakiem porozumienia w sprawie warunków wydania solowej płyty wokalisty, jak również po prostu podziału zysków.
Wydarzenia te uznano za oficjalne powody odejścia Tosha i Livingstona z The Wailers na początku 1974 roku. Mimo to, prawdziwe przyczyny rozpadu grupy nie są do końca jasne; według jednej z wersji wydarzeń Blackwell świadomie dążył do rozbicia jedności zespołu, celowo promując go jako „Bob Marley & The Wailers”, natomiast inna teoria głosi, że to Marley chciał pozbyć się konkurencji wewnątrz grupy, pragnąc zostać jej jedyną twarzą. Faktem jest, iż pomiędzy Marleyem i Toshem panowała napięta atmosfera już od czasu wydania przez Lee Perry’ego albumów zespołu właśnie pod szyldem „Bob Marley & The Wailers”.

Przed tymi wielkimi koncertami występowaliśmy jako „The Wailers”, i każdy wiedział, że jest to Bob, Bunny, i ja. Raptem okazało się, że jest „Bob Marley and The Wailers” i ani ja, ani Bunny nie mieliśmy już nic do powiedzenia. Gdy rozpoczęła się kariera Boba, zaczęliśmy stanowić tylko tło dla niego. Musieliśmy więc zacząć samodzielną pracę i dlatego postanowiliśmy się rozstać, bowiem każdy z nas coś robił i nie było powodu, dla którego wszystko miałoby być firmowane przez Marleya.

### Bob Marley & The Wailers (1974–1981)

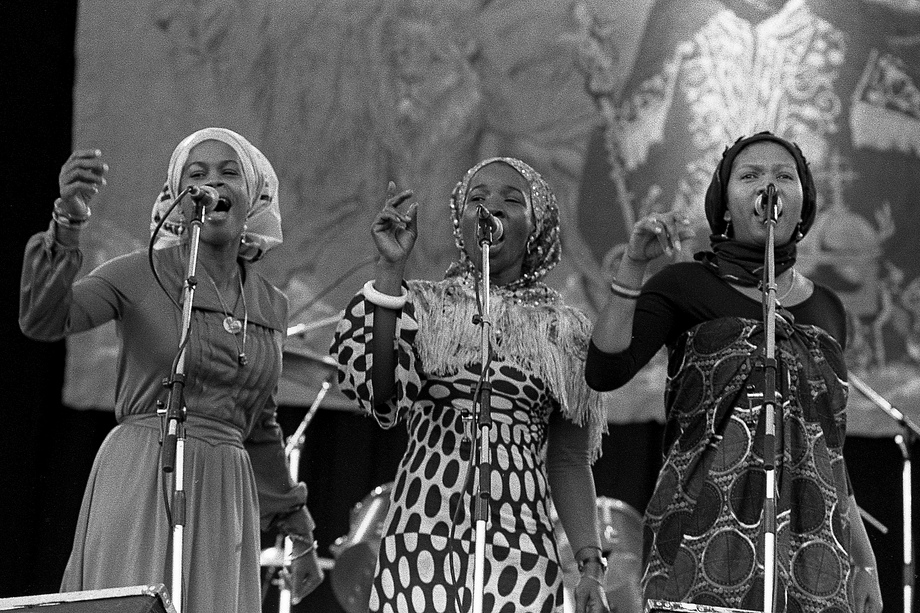
I Threes w roku 1980. Od lewej kolejno: Judy Mowatt, Rita Marley, Marcia Griffiths

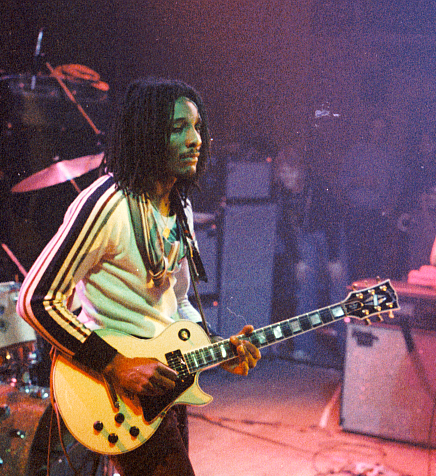
Al Anderson (zdjęcie z roku 1978)

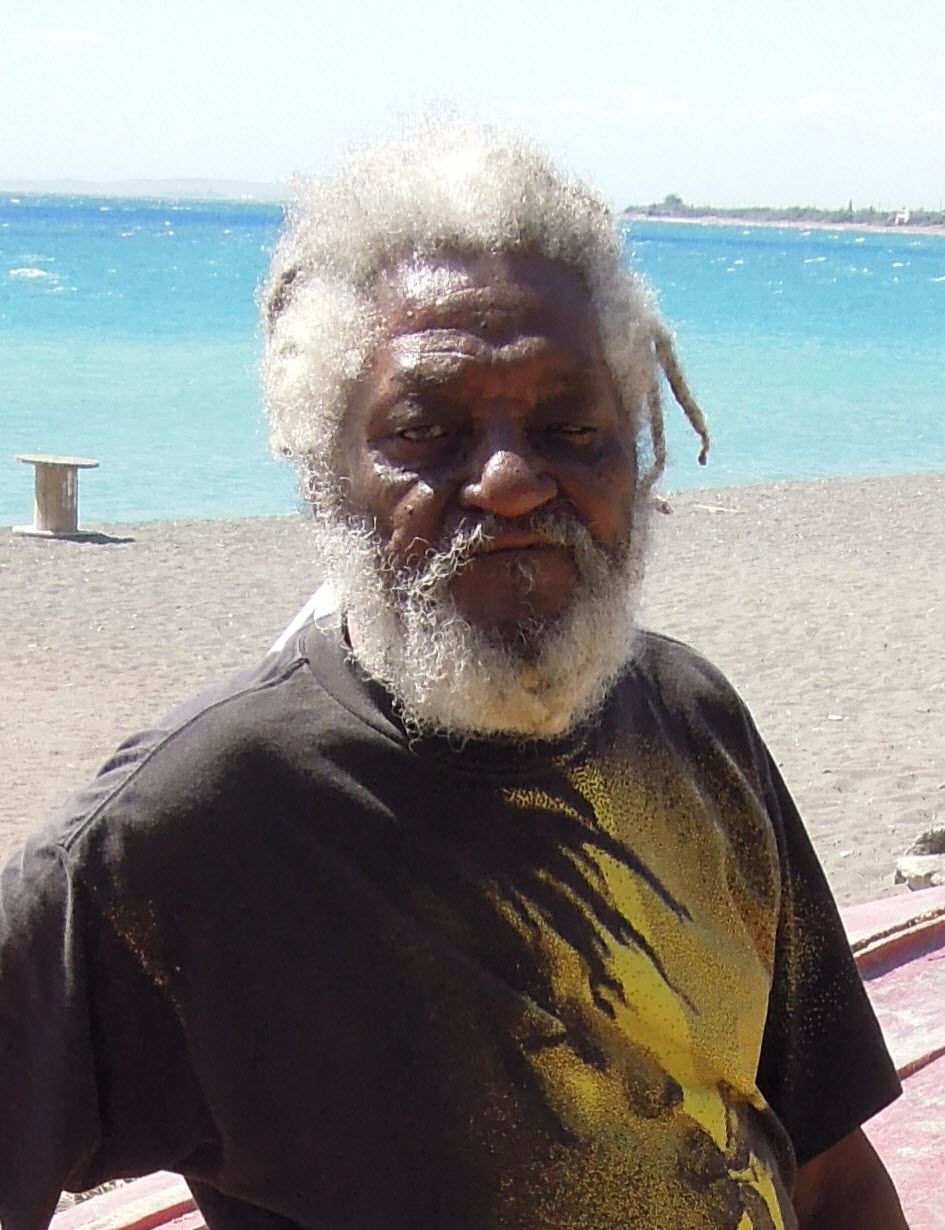
Alvin „Seeco” Patterson (zdjęcie z roku 2012)

Odejście Tosha i Livingstona nie wywarło większego wrażenia na Marleyu, który szybko zorganizował zespół na nowo, tym razem już oficjalnie pod nazwą Bob Marley & The Wailers. Miejsce Tosha i Livingstona zajął żeński chórek I Threes, w którego skład weszły Rita oraz dwie jej koleżanki, utalentowane wokalistki Judy Mowatt i Marcia Griffiths. W grupie pozostali tworzący sekcję rytmiczną bracia Barrett, do których dołączył przyjaciel Marleya, perkusista Alvin „Seeco” Patterson oraz amerykański gitarzysta Al Anderson. W tym składzie zespół zarejestrował w studiu Harry’ego J materiał na nową płytę; na instrumentach klawiszowych gościnnie zagrał Bernard „Touter” Harvey, zastępując Earla „Wire” Lindo, który wyjechał do USA by nagrywać i koncertować z gwiazdą bluesa, Taj Mahalem. Wydany w październiku 1974 roku krążek Natty Dread zawierał kolejne wielkie przeboje (m.in. „Lively Up Yourself” oraz „No Woman, No Cry”) i był promowany następną trasą koncertową po Ameryce Północnej i Wielkiej Brytanii, Natty Dread Tour. Otwierający brytyjską część trasy występ w sali balowej londyńskiego Lyceum Theatre został zarejestrowany i wydany nakładem Island/Tuff Gong jako pierwszy oficjalny album koncertowy Wailersów.
4 października 1975 roku Don Taylor, nowy menedżer Marleya i zespołu z ramienia Island, zorganizował na Stadionie Narodowym w Kingston wspólny koncert charytatywny The Wailers i Steviego Wondera, amerykańskiej gwiazdy muzyki pop (zob. Wonder Dream Concert). Na scenie pojawili się wraz z Marleyem także Tosh i Livingston; był to pierwszy i zarazem ostatni wspólny występ oryginalnego składu grupy od czasu rozłamu w roku 1974. Natomiast rok 1976 przyniósł kolejny album studyjny formacji, zatytułowany Rastaman Vibration. Nagrania zostały zarejestrowane częściowo w Harry J Studio, a po części także w studiu Joego Gibbsa; stylistycznie, krążek przybliżył brzmienie zespołu do muzyki rockowej. Na klawiszach zagrał Tyrone „Organ D” Downie, który od tej pory na stałe dołączył do ekipy instrumentalistów The Wailers. W sesjach nagraniowych udział wziął także nowy gitarzysta, związany wcześniej z muzyką bluesową Donald Kinsey, zajmując miejsce Andersona, który postanowił poświęcić się współpracy z Peterem Toshem. Dodatkowo, wsparł go inny znany gitarzysta sesyjny, Earl „Chinna” Smith; obaj uczestniczyli w promującym album tournée Rastaman Vibration Tour, które po raz pierwszy objęło także inne europejskie kraje: Niemcy, Szwecję, Holandię oraz Francję.
W grudniu 1976 roku Marley został postrzelony w ramię w wyniku zamachu, zorganizowanego przez nieznanych zleceniodawców. Podczas strzelaniny ciężko ranna została również Rita, a także Don Taylor oraz przyjaciel Marleya, Lewis Griffith. Po kilkumiesięcznym okresie rekonwalescencji w USA, Marley udał się wraz z zespołem do Londynu, by tam w studiu Island pracować nad kolejnym albumem studyjnym. Skład grupy zasilił wówczas nowy gitarzysta, Junior Marvin. Zajął on miejsce Kinseya, który opuścił zespół w obawie o swoje bezpieczeństwo (był świadkiem strzelaniny w domu Marleya, jednak nie ucierpiał, gdyż schował się za dużym metalowym pudłem od sprzętu w bocznym pokoju). Krążek zatytułowany Exodus ujrzał światło dzienne na początku czerwca 1977 roku. Znalazły się na nim kolejne wielkie przeboje, takie jak tytułowy utwór „Exodus”, „Jamming”, „Natural Mystic”, „One Love”, czy też „Three Little Birds”. Trasa koncertowa Exodus Tour została przerwana pod sam koniec jej europejskiej części, ze względu na niedyspozycję Marleya, który poważnie zranił się duży palec u nogi w czasie towarzyskiego meczu piłki nożnej w Paryżu. Planowane występy w Ameryce Północnej najpierw przełożono, a następnie definitywnie odwołano.
Wiosną 1978 roku ukazała się dziesiąta już płyta formacji pt. Kaya, niemal w całości poświęcona tematyce miłosnej. W kwietniu, po raz pierwszy od czasu zamachu na Marleya Wailersi wystąpili na Jamajce, biorąc udział w koncercie One Love Peace na Stadionie Narodowym w Kingston. W trakcie występu Marley wykonał pamiętny gest, łącząc w uścisku dłonie skłóconych polityków: premiera Michaela Manleya i przywódcy opozycji Edwarda Seagi. Z początkiem maja ruszyła trasa koncertowa Kaya Tour; w jej trakcie do zespołu ponownie dołączyli Al Anderson oraz Earl Lindo, który parę miesięcy wcześniej powrócił z USA. Nagrania dokumentujące fragmenty czerwcowych występów w Paryżu zostały w lutym 1978 roku wydane przez Island jako dwupłytowy album koncertowy Babylon by Bus, uznawany dziś za najważniejszy w historii krążek live z muzyką reggae. Sukces płyty osiągnął takie rozmiary, że postanowiono poświęcić jej osobne tournée promocyjne Babylon by Bus Tour, w ramach którego do krajów odwiedzonych przez Marleya i The Wailers dołączyły Japonia, Australia oraz Nowa Zelandia.
Październik 1979 roku to premiera kolejnego albumu studyjnego pt. Survival; stanowił on pierwszą część planowanej przez Marleya muzycznej trylogii. Tym razem, trasa koncertowa Survival Tour niemal w całości skupiła się na USA i Kanadzie, jedynie pod sam koniec zahaczając o Trynidad i Tobago, Bahamy oraz Gabon (był to pierwszy występ zespołu w Afryce). Druga część trylogii, zatytułowana Uprising, ujrzała światło dzienne w czerwcu 1980 roku; w nagraniach. Krążek ten, znany przede wszystkim z piosenek „Coming in from the Cold”, „Could You Be Loved” oraz „Redemption Song”, okazał się być ostatnim wydanym za życia Marleya, zmagającego się już wówczas z rozsianą chorobą nowotworową. Pomimo fatalnego stanu zdrowia wokalisty, grupa wyruszyła na tournée Uprising Tour, którego europejska część była największą trasą koncertową roku na Starym Kontynencie.
20 września 1980 roku, wkrótce po rozpoczęciu amerykańskiej części trasy, Marley zasłabł podczas porannego joggingu w nowojorskim Central Parku; pomocy udzielił mu biegnący razem z nim przyjaciel, Alan „Skilly” Cole. Trzy dni później, w sali Teatru Stanleya w Pittsburghu Marley po raz ostatni wystąpił z Wailersami na żywo (koncert ten został udokumentowany na dwupłytowym wydawnictwie Live Forever). Podczas występu był tak osłabiony, że mimo nacisków ze strony agencji promującej, tournée zostało następnego dnia niezwłocznie przerwane. Marley podjął kolejne próby leczenia w kilku różnych klinikach onkologicznych, jednak ze względu na zaawansowane stadium choroby nie mogły one przynieść pozytywnego efektu. Zmarł 11 maja 1981 roku w szpitalu Cedars of Lebanon w Miami (obecnie Jackson Memorial Hospital). W maju 1983 roku, niemal dokładnie dwa lata po śmierci wokalisty, nakładem Island ukazał się ostatni album studyjny formacji, domykający trylogię krążek Confrontation. Wliczając również pozostałe płyty wydane już po śmierci Marleya, dyskografia zespołu obejmuje 13 albumów studyjnych, 5 albumów koncertowych oraz kilkadziesiąt różnego rodzaju kompilacji. Łącznie 24 single były notowane na amerykańskiej i brytyjskiej liście przebojów, jednak żaden z nich nigdy nie znalazł się na szczycie.

## Skład zespołu

### Członkowie założyciele
- Bob Marley – wokal, gitara rytmiczna (1963–1965 oraz 1967–1981)
- Bunny Wailer – wokal, chórki, perkusja, konga, bongosy (1963–1973)
- Peter Tosh – wokal, chórki, gitara, instrumenty klawiszowe (1963–1973)
- Junior Braithwaite – wokal, chórki (1963–1964)
- Beverley Kelso – chórki (1963–1965)
- Cherry Green – chórki (1963–1965)

### Późniejsi członkowie
- Constantine „Dream” Walker – chórki (1966)
- Rita Marley – chórki (1966 oraz 1974–1981)
- Judy Mowatt – chórki (1974–1981)
- Marcia Griffiths – chórki (1974–1981)
- Alva „Reggie” Lewis – gitara (1970–1971)
- Al Anderson – gitara (1974–1976 oraz 1978–1981)
- Donald Kinsey – gitara (1976)
- Earl „Chinna” Smith – gitara (1976)
- Junior Marvin – gitara (1977–1981)
- Aston „Family Man” Barrett – gitara basowa (1970–1981)
- Carlton „Carly” Barrett – perkusja (1970–1981)
- Alvin „Seeco” Patterson – perkusja (1974–1981)
- Glen „Capo” Adams – instrumenty klawiszowe (1970–1971)
- Earl „Wire” Lindo – instrumenty klawiszowe (1973 oraz 1978–1981)
- Tyrone „Organ D” Downie – instrumenty klawiszowe (1976–1981)

## Dyskografia
- 1965: The Wailing Wailers (Studio One)
- 1970: Soul Rebels (Upsetter / Trojan)
- 1971: Soul Revolution (Upsetter / Trojan)
- 1971: The Best of the Wailers (Beverley’s)
- 1973: Catch a Fire (Island / Tuff Gong)
- 1973: Burnin' (Island / Tuff Gong)
- 1974: Natty Dread (Island / Tuff Gong)
- 1976: Rastaman Vibration (Island / Tuff Gong)
- 1977: Exodus (Island / Tuff Gong)
- 1978: Kaya (Island / Tuff Gong)
- 1979: Survival (Island / Tuff Gong)
- 1980: Uprising (Island / Tuff Gong)
- 1983: Confrontation (Island / Tuff Gong)